# 国際旅団

国際旅団の旗

国際旅団（こくさいりょだん、スペイン語: Brigadas Internacionales、英語: International Brigade）は、スペイン内戦の際、スペイン共和国（第二共和政）政府により編成された、外国人義勇兵旅団。

## 概要
マドリード防衛戦、ハラマ川の戦いなどでフランシスコ・フランコ率いる反乱軍や、同じく義勇軍を称していたドイツ軍・イタリア軍と戦った。部隊には延べ6万人の男女が参加したが、うち1万人以上が戦死した。部隊には55以上の国から参加者がいた。
総参加者の内60-85%が各国の共産党員であり、また参加者の社会階層としては知識人や学生が20%、労働者が80%であった。
アンドレ・マルローやアーネスト・ヘミングウェイなどの文化人が指導的立場にあった。実態はコミンテルン主導の派遣軍であり、第二次世界大戦の前哨戦としての側面を強く象徴する集団であった。

## 結成
開戦直後、イギリス共産党などによりセントゥリア（百人隊）と呼ばれる外国人により編成された小部隊がいくつか存在したが、1937年に入って戦況が悪化しフランシスコ・フランコ率いる反乱軍がドイツ・イタリア・ポルトガルに支援されて首都マドリードに迫ると、コミンテルンの決議により外国人による部隊の編成が行われることとなった。
また途中から共産党員以外は共和国政府による粛清の対象となり投獄されたり射殺されたりしたため、結果的に共産党員だけが最後まで参加したことになる。

## 人数

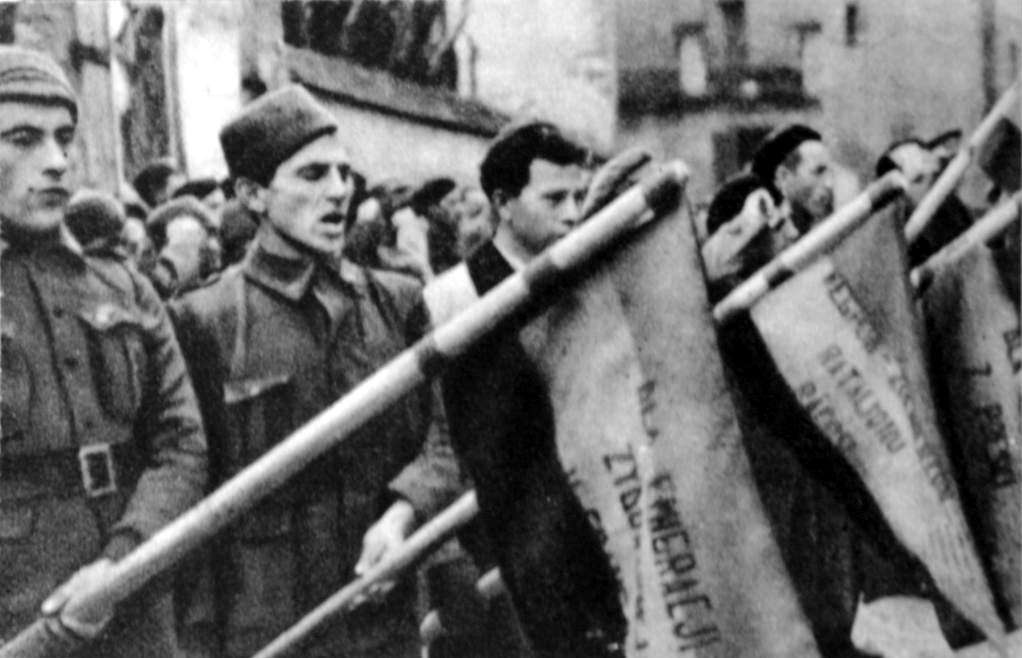
国際旅団のポーランド人義勇兵

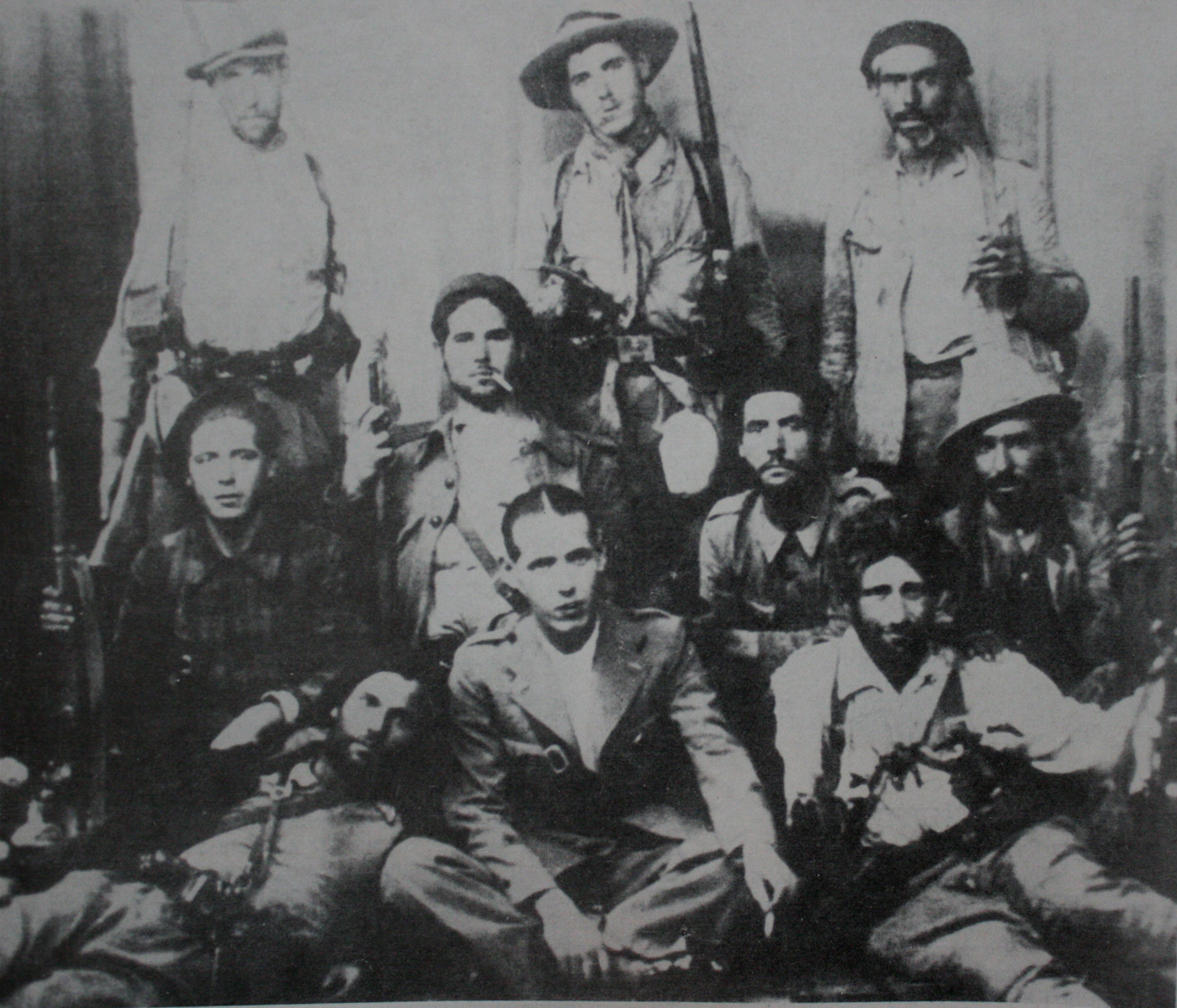
国際旅団のブルガリア人義勇兵

全体で延べ6万人ほど。
- フランス - 10000人
- ドイツ - 5000人
- ポーランド - 5000人
- イタリア - 3350人
- アメリカ合衆国 - 2800人
- カナダ - 2000人
- イギリス - 2500人
- チェコスロバキア - 1500人
- ユーゴスラヴィア - 1500人
- ハンガリー - 1000人
- メキシコ - 1000人
- デンマーク - 500人
- スウェーデン - 500人
- アイルランド - 250人
- フィンランド - 300人
- 中国 - 100人
- オーストラリア - 60人
- アルバニア - 27人
- ニュージーランド - 12人
- 日本 - 1人～数人

## 編制
マドリードの南に位置するアルバセーテに司令部が置かれ、国籍・言語別に義勇兵の編成が行われた。なお、内戦中盤以降は、形式上はスペイン陸軍の外人部隊の身分とされた。
- イギリス人大隊：イギリス人およびオーストラリア・ニュージーランド・南アフリカ共和国など、イギリス連邦諸国の義勇兵の部隊。損耗率が高く、2回再編成されている。
- コミューン・ド・パリ大隊：フランス人の部隊。マドリード防衛戦で活躍した。
- ラ・マルセイエーズ大隊：フランス人、ベルギー人の大隊。
- アンドレ・マルティ大隊：フランス人、ベルギー人の大隊。隊長アンドレ・マルティは国際旅団の最高幹部の一人でもありフランス共産党下院議員。粛清を行なって「アルバセーテの屠殺者」の別名で恐れられた。
- アンリ・ベイユマン大隊：フランス人の大隊。
- 2月6日大隊：フランス人の部隊。
- ハンス・バイムラー大隊：ドイツ人、オーストリア人の部隊。
- エルンスト・テールマン大隊：ドイツ人の部隊。
- ガリバルディ大隊：イタリア人の部隊。1937年のグアダラハラの戦いにおいて、イタリア軍と戦い、これを壊滅させた。
- チャパーエフ大隊：ソビエト連邦、トルコの義勇兵の大隊。
- ディミトロフ大隊：ユーゴスラヴィア人などバルカン半島出身の義勇兵の部隊。国際旅団中で最強と言われた[1]。後に第二次世界大戦中にユーゴスラビア人民解放戦争で活躍するヨシップ・ブロズ・チトー、ペコ・ダプチェヴィッチ、コチャ・ポポヴィッチ（英語版）コスタ・ナジ（英語版）、ペタル・ドラプシンらが参加していた。
- ドンブロフスキー大隊：ポーランド人の部隊。戦後、祖国ポーランドの政府に帰国を拒否された。
- ミツキエービッチ大隊：ポーランド人の大隊。
- エイブラハム・リンカーン大隊：アメリカ人の部隊。指揮官のオリバー・ローはアフリカ系アメリカ人で、日本の函館から移民したジャック白井が所属していた。アメリカ人義勇兵の他、アイルランド人の「コナリー部隊」、キューバ人の「アントニオ・ギテラス百人隊」という半独立部隊が編制に含まれていた[2]。
- ジョージ・ワシントン大隊：アメリカ人の部隊。エイブラハム・リンカーン大隊がハラマ川の戦いで大きな損害を受けたため、母体であるアメリカ共産党の配慮により、リンカーン大隊よりもよく訓練されていたという。
- マッケンジー・パピノー大隊：カナダ人の部隊。
- コナリー部隊：アイルランド人義勇兵が宗教上の対立（ローマ・カトリックとプロテスタント）により、イギリス人大隊から脱隊してリンカーン大隊内部に作った部隊。
- エスパニョール大隊：アルゼンチン、ブラジルなど南アメリカ出身の義勇兵による部隊。
- マサリク大隊：チェコスロバキア人など数カ国の義勇兵の大隊。
- モランディ大隊：数カ国の義勇兵の大隊。特にメキシコ人が多かった。
- ドミンゴ・ヘルミナル大隊：海外に亡命していたスペイン人、特にアナーキストの大隊。

## 戦闘

### マドリード包囲戦
1936年11月8日、エミリオ・クレーベル将軍率いる第11国際旅団（コミューヌ・ド・パリ大隊、ドンブロフスキー大隊、アンドレ・マルティ大隊、イギリス人機関銃部隊）1900名が、反乱軍に包囲されていたマドリードに到着した。最初の戦闘はマドリードの中心から15kmの地点にある公園「カサ・デ・カンポ」で起こった。この公園の北部には9つの大学が集まっており、古い城壁が入り組んでいた。国際旅団は後に第12国際旅団（テールマン大隊、ガリバルディ大隊、ルイーズ・ミッシェル大隊、チャパーエフ大隊、アンリ・ベイユマン大隊）が増派されて8個大隊に増強され、6000人の無政府主義者も救援に投入された。反乱軍は市街地を爆撃し1000人の市民を死傷させるなど猛攻を加えたが、ついに11月23日にカサ・デ・カンポの郊外まで撤退した。国際旅団の損害も大きく半数が死傷した。

### ハラマ川の戦い
1937年2月6日、マドリードの近くを流れるハラマ川で戦闘が行われ、イギリス人大隊、ディミートロフ大隊（ユーゴスラビア人中心）、アンドレ・マルティ大隊、ガリバルディ大隊、マッケンジー・パピノー大隊、エイブラハム・リンカーン大隊（アフリカ系アメリカ人中心、ロバート・メリマン大尉指揮）が投入された。
2月11日、反乱軍の1個旅団（モロッコのムーア人中心）がアンドレ・マルティ大隊の歩哨を奇襲し、ガリバルディ大隊が重火器で応戦して食い止めたが、別の地点で渡河されてしまった。
翌2月12日、イギリス人大隊が反乱軍の占領した丘を攻撃したが、重火器による猛反撃を受け、7時間で600人中225人が死んだ。このとき反乱軍のムーア人兵士が「インターナショナル」を歌い、降伏したふりをしてイギリス人義勇兵に接近し、近づいたところで猛烈な射撃を加える戦法を採った。この丘には「自殺の丘」というあだ名がつけられた。
2月17日、共和国軍は反撃を開始し、2月23日から2月27日にかけて国際旅団もこれに加わったが、砲兵の支援なしで大きな効果はなく、120人が死に、175人が負傷した。
アイルランド人の詩人チャールズ・ドネリーは、ハラマ・リバー・バレーというハラマ川の戦いについての歌を作った。
結局マドリードの戦いは手詰まり状態になり、ハラマ川の前線は膠着したまま戦いは終わった。この戦いで反乱軍に2万人、共和国軍に2万5千人の死傷者が出た。
1937年2月22日、国際連盟スペイン不干渉委員会は、スペイン内戦における外国人兵士の参加を禁止した。

### グアダラハラの戦い
1937年3月9日、ベニート・ムッソリーニが反乱軍支援のため派遣したイタリア軍4個師団（リットリオ師団、「黒シャツ」師団、「黒い焔」師団、「黒い矢」師団）と反乱軍1個師団、モロッコ人中心の外人部隊がマドリード北東80kmに位置する衛星都市グアダラハラを攻撃した。
これに対し、エンリケ・リステル将軍は共和国軍4個師団をもって第4軍団を編成し、グアダラハラ郊外に防衛線を敷いた。
翌3月10日、第12国際旅団のガリバルディ大隊（イタリア人中心）を先頭に、共和国軍は進撃中のイタリア軍を奇襲し、これを壊滅させた。ガリバルディ大隊の義勇兵たちはイタリア語でイタリア兵に「我々はガリバルディ大隊だ」と呼びかけ、イタリア兵たちは次々と投降した。イタリア軍は補給部隊を差し向けたが、ソビエト連邦から送られてきたポリカルポフI-16戦闘機、ツポレフSB爆撃機がこれを空中から攻撃し、撃退した。
この戦いでイタリア軍は2000人の戦死者、300人の捕虜を出し、大量の文書を残したまま遁走した。翌日スペイン共和国政府は、イタリアがスペイン内戦に軍事介入している事実を国際連盟に電報で報告した。
以後フランコは、イタリア人に重要な行動を任せなかった。国民戦線軍（反乱軍）はマドリード制圧を一時棚上げにした。そのため、内戦が終了する三日前まで、マドリードは共和国政府の掌中に握られていた。

### ブルネテの戦い
1937年7月、マドリード近郊で行われた戦いである。この結果、ブルネテが共和国政府軍の掌中に落ちた。なお、この戦いでドイツ陸軍が参加する。

### エブロ川の戦い
1938年7月25日に始まり、同年11月末まで続く。当初、"赤軍"（このように呼ぶのは、ビセンテ・ロホ将軍ほか数人を除いて、指揮官はすべて共産党員でしめられていたからである）は、大規模な攻勢をかけてきたが、フランコの国民戦線軍の総反撃に会って大敗し、その結果、共和国政府軍バルセロナ部隊は完全に崩壊してしまった。

## 解散
1938年9月21日、フアン・ネグリン率いるスペイン共和国政府は、国際旅団の解散を命令した。当時、戦局は反乱軍優位に傾いており、国際連盟も解散を命令していた。さらに、スターリンのソビエト連邦も、ドイツとの政治的な駆け引きのため、撤退を指示した。
解散後、義勇兵のうち1万人はスペインにとどまり、終戦まで戦い続けた。このうち半分以上は、ドイツ、イタリア、ハンガリーといったファシズムの支配下にある国々からの義勇兵だった。彼らにはスペインの市民権が与えられ、共和国軍兵士と同額の給料を支給された。

## その後
元義勇兵の証言によると、イギリスやアメリカ合衆国に帰国した兵士のうち、元の職業に戻ることができたのは1割に満たないという。さらに1939年、ドイツとソ連が独ソ不可侵条約を締結すると、元義勇兵の間では信頼していたソ連に対する不信感が広がった。
ポーランド出身のユダヤ人兵士シグムント・ステインは、国際旅団がスターリンのプロパガンダに利用されたとし、「（国際旅団に対して）革命という語に託されたイメージは共産党の最悪のウソのひとつであり、類をみないほどの事実の歪曲である」と指摘している。
国際旅団に参加した際にシモーヌ・ヴェイユは、過激なスターリニスト義勇兵がファシストとみなした町民を殺害していくのを目撃した。「殺害の理由としてはファシスト党員であった経歴のほかに、かつてトロツキスト民兵であった経歴、共和派の退却時に同行しなかったこと、アナキストにならなかったことなどもあり、バルセロナでは一晩に平均50人が殺害されたという。義勇兵であるインテリたちの多くは、殺人とは無縁の大人しそうな外見であったが、司祭やファシストを何人殺したかを食事会で微笑をうかべながら語り合い、殺害をはげますような一種の酩酊状態にあった」とヴェイユは証言する。これらの経験によって、ヴェイユは政治活動から離れた。
第二次世界大戦が勃発すると、アメリカ合衆国の多くの元義勇兵たちは、元の敵であるドイツ・イタリア・日本と戦うため陸海軍に志願したが、米政府は彼らを危険な共産主義者とみて1944年ごろまで戦場に投入しなかった。1950年代、冷戦が始まると、ジョセフ・マッカーシー上院議員による赤狩りが始まり、多数の元義勇兵が投獄されたり職を奪われた。また、ソ連や東欧諸国でも、多くの元義勇兵が「トロツキスト」のレッテルを貼られ粛清された。

## 参加した主な人物(50音順)
- アーネスト・ヘミングウェイ
- アルベール・カミュ
- アンドレ・マルロー
- アンドレ・ジッド
- ヴィリー・ブラント
- ゲルダ・タロー
- シモーヌ・ヴェイユ
- ジャック白井
- ノーマン・エンジェル
- ハーバート・ジョージ・ウェルズ
- ポール・ロブソン
- ヨシップ・ブロズ・チトー
- ロバート・キャパ

## 国際旅団に関する小説・映画など
- 誰がために鐘は鳴る
  - 小説。アーネスト・ヘミングウェイ著。主人公ロバート・ジョーダンのモデルはエイブラハム・リンカーン大隊指揮官のロバート・メリマン大尉だとする説がある。映画化もされている。
- 希望
  - 小説。アンドレ・マルロー著。著者自身、フランスから派遣された義勇兵による航空隊を指揮していた。
- カタロニア讃歌
  - エッセイ。ジョージ・オーウェル著。スペイン人民戦線内でスターリン主義の立場をとらなかったために、後に共和国政府に粛清されることになる政党「マルクス主義統一労働者党（POUM）」に参加した経験を描く。
- 大地と自由
  - 映画。ケン・ローチ監督、イアン・ハート主演。POUMに志願し、反乱軍そしてスターリン主義者と戦う一イギリス人青年の姿を描く。